# Historia del uniforme del Burnley Football Club
En sus inicios el Burnley utilizó varios diseños y colores en sus camisetas. Durante sus primeros nueve años de existencia, el uniforme varió en distintos diseños con los colores azul y blanco, que eran los que identificaban a su precursor, el Burnley Rovers Rugby Club. Después de dos años de utilizar franjas verticales de color vino y ámbar con pantalones negros, durante gran parte de la década de 1890 el club usó una combinación a bastones negros y amarillos, aunque el equipo usó una camiseta de franjas verticales rosas y blancas durante la temporada 1894-95. Entre 1897 y 1900, el club usó una camiseta roja, y desde 1900 hasta 1910 cambió a una camiseta verde con pantalones blancos.
En 1910 el equipo cambió sus colores a vino y celeste, cuya adopción fue un homenaje a los entonces campeones de liga Aston Villa, ya que la dirigencia y el entrenador del club, John Haworth, creían que podría traer un cambio de fortuna en los resultados del equipo. Estos colores acompañan al club desde entonces, a excepción del uso de camisetas blancas y pantalones negros durante la década de 1930 y en la época de la Segunda Guerra Mundial. El club decidió volver a los colores vino y celeste en 1946, debido en parte a peticiones que pedían su regreso en las cartas de los lectores al Burnley Express.

## Uniforme titular
| 2010-11 | 2011-12 | 2012-13 | 2013-14 | 2014-15 | 2015-16 | 2016-17 | 2017-18 | 2018-19 |

| 2019-20 | 2020-21 | 2021-22 | 2022-23 | 2023-24 |

## Uniforme alternativo
| 2010-11 | 2011-12 | 2012-13 | 2013-14 | 2014-15 | 2015-16 | 2016-17 | 2017-18 | 2018-19 |

| 2019-20 | 2020-21 | 2021-22 | 2022-23 | 2023-24 |

## Tercer uniforme
| 2012-13 | 2014-15 | 2016-17 | 2017-18 | 2018-19 | 2019-20 | 2020-21 | 2021-22 | 2022-23 |